# Tabula Rasa (Fernsehserie)
Tabula Rasa (im Original Tabula rasa) ist eine belgisch-deutsche Drama-Miniserie aus dem Jahr 2017, produziert im Auftrag von ZDFneo und der VRT, basierend auf der Idee von Malin-Sarah Gozin, die auch an den Drehbüchern mitschrieb.

## Handlung
Nach einem Autounfall hat Annemie D'Haeze, genannt Mie, eine besondere Form von Gedächtnisverlust und lebt deswegen in einer geschlossenen Psychiatrie. An das Leben vor dem Unfall kann sie sich gut erinnern. Neue Erinnerungen vergisst sie aber nach einem Tag. Sie selbst beschreibt dies als einen Sandsturm, der vorbeizieht und alles wegfegt. In besonders stressigen Situationen vergisst sie Sachen besonders schnell. Mie war die Letzte, die Kontakt zu dem vermissten Schrotthändler Thomas de Geest hatte, daher hat die Polizei die Hoffnung, den Fall mit ihrer Hilfe zu lösen.
Um sich im Alltag zurechtzufinden, hat Mie damit begonnen, ihre täglichen Erlebnisse in einem persönlichen Tagebuch festzuhalten. In diesen persönlichen Notizen steht auch die Information, dass ihr eigenes Haus abgebrannt ist und sie anschließend mit ihrer Familie in das Haus ihres Opas im Wald gezogen ist. Doch irgendwie erscheint es Mie so, als würde jemand ihre Notizen manipulieren, sie weiß also nicht, wem sie vertrauen kann und wem nicht.

## Besetzung und Synchronisation
Die deutsche Synchronisation entstand nach einem Synchronbuch von Harald Wolff  unter der Dialogregie von Harald Wolff im Auftrag der Cinephon Filmproduktion Berlin.

### Hauptdarsteller
| Rolle               | Darsteller          | Erscheinen (Folgen) | Synchronsprecher  |
| ------------------- | ------------------- | ------------------- | ----------------- |
| Annemie Mie D'Haeze | Veerle Baetens      | 1.01–1.09           | Anja Stadlober    |
| Benoit D'Haeze      | Stijn Van Opstal    | 1.01–1.09           | Till Endemann     |
| Thomas De Geest     | Jeroen Perceval     | 1.01–1.09           | Jan Andres        |
| Jacques Wolkers     | Gene Bervoets       | 1.01–1.09           | Rüdiger Joswig    |
| Dr. Mommaerts       | Natali Broods       | 1.01–1.09           | Mareile Moeller   |
| Romy D'Haeze        | Cécile Enthoven     | 1.01–1.09           | Lily Alma Bredack |
| Karen               | Ruth Beeckmans      | 1.01–1.09           | Vera Bunk         |
| Rita                | Hilde Van Mieghem   | 1.01–1.08           | Katja Brügger     |
| Vronsky             | Peter van den Begin | 1.01–1.08           | Markus Pfeiffer   |
| Nikki               | Lynn Van Royen      | 1.02–1.08           | Leonie Dubuc      |

### Nebendarsteller
| Rolle       | Darsteller             | Erscheinen (Folgen)        | Synchronsprecher       |
| ----------- | ---------------------- | -------------------------- | ---------------------- |
| Walter      | François Beukelaers    | 1.02–1.03, 1.05–1.06, 1.08 | Lothar Hinze           |
| Förster     | Marc Peeters           | 1.02–1.04, 1.08–1.09       | Thomas Petruo          |
| Oliver      | Tom Audenaert          | 1.02, 1.05–1.07            | Gerrit Schmidt-Foß     |
| Jackson     | Gregory Frateur        | 1.02–1.05                  | Dirk Stollberg         |
| Mozes       | Bilall Fallah          | 1.02–1.03, 1.05–1.06       | Marios Gavrilis        |
| Patient     | Jan Debski             | 1.02–1.04, 1.07            | Stefan Krause          |
| Psychiater  | Steven van Watermeulen | 1.01, 1.09                 | Christian Intorp       |
| Reftermadam | Lea Witvrouwen         | 1.06–1.07                  | Philine Peters-Arnolds |

## Episodenliste
| Nr. | Deutscher Titel       | Originaltitel         | Erstausstrahlung Belgien | Deutschsprachige Erstausstrahlung (ZDFneo) |
| --- | --------------------- | --------------------- | ------------------------ | ------------------------------------------ |
| 1   | Der Sandsturm         | De Geest              | 29. Okt. 2017            | 31. Jan. 2018                              |
| 2   | Houdini               | Houdini               | 5. Nov. 2017             | 7. Feb. 2018                               |
| 3   | Das Schweigen im Wald | Vogel voor de kat     | 12. Nov. 2017            | 14. Feb. 2018                              |
| 4   | Der rote Faden        | De draad van Ariadne  | 12. Nov. 2017            | 21. Feb. 2018                              |
| 5   | Wer ist V.?           | V.                    | 19. Nov. 2017            | 28. Feb. 2018                              |
| 6   | Ein Moment Licht      | De Berenput           | 19. Nov. 2017            | 7. März 2018                               |
| 7   | Die Wände haben Ohren | Wally                 | 26. Nov. 2017            | 14. März 2018                              |
| 8   | Das Ende der Lügen    | Het bos door de bomen | 26. Nov. 2017            | 21. März 2018                              |
| 9   | Auf Kollisionskurs    | Bob                   | 3. Dez. 2017             | 28. März 2018                              |

## Produktion und Ausstrahlung
Die internationale Premiere feierte Tabula Rasa auf dem Fantastic Fest in Austin im September 2017. In Deutschland wurden die Folgen im Wochenrhythmus ab dem 31. Januar 2018 auf ZDFneo ausgestrahlt, ab dem 31. Januar 2018 waren alle Folgen in der ZDFmediathek zum Streaming abrufbar. Die Veröffentlichungsrechte für Großbritannien sicherte sich der Video-on-Demand-Dienst Walter Presents vom Channel 4. Netflix sicherte sich weltweit die Ausstrahlungsrechte.
Die Serie wurde teilweise durch den Flanders Audiovisual Fund finanziert, außerdem wurde die belgische Steuervorteilsregelung von Minister Van Overtveldt in Anspruch genommen.

## Rezeption

### Zuschauer
Auf der Internet Movie Database vergaben die Zuschauer eine Wertung von 8,1 von 10 bei etwa 7.300 abgegebenen Stimmen.

### Kritiker
Veronica Wulff schreibt in ihrer Rezension in der Süddeutschen, dass die Dialoge unbeholfen wirken, keine richtige Spannung aufkommt und die Musik verlässlich auf jeden Höhepunkt hinleitet. Positiv nahm sie Veerle Baetens in der Rolle von Mie wahr, aus ihrer Sicht wirkt sie natürlich und stellt sowohl die selbstbewusste und vernünftige Seite ihrer Figur als auch die fahrige verwirrte Seite gut dar.
Auch Frederiksson lobt die facettenreiche Darstellung von Baetens in der Frankfurter Rundschau. Außerdem hebt er hervor, dass mit den Soundeffekten und der Musik ein ständiger Grusel aufgebaut wird und dass sich die Kameraführung erfrischend von deutschen Produktionen abhebt. Er merkt aber auch an, dass der Plot nicht neu ist und den erwartbaren Wendungen folgt, diese jedoch filmisch gut gestaltet sind.
Vanessa Schneider vom Bayerischen Rundfunk zeigt sich begeistert über die Bildsprache, die sie an skandinavische Produktionen erinnert. Als besonders arty ist in ihren Augen, dass das Vergessen von Mie dadurch dargestellt wird, dass Gegenstände im Bild zu Sand verrinnen.
Auch im englischsprachigen Ausland zeigen sich die Kritiker von der Bildsprache begeistert, so schreibt im britischen Guardian Euan Ferguson, dass er sich durch die Bildersprache in Tabula Rasa an einen guten 50er-Jahre-Film erinnert fühlt. In der US-amerikanischen NY Times schreibt Margaret Lyons, dass Tabula Rasa beängstigend beunruhigend ist, aber nicht auf eine Slasher-Art, sondern mehr wie eine Art vergiftetes Gedicht.

### Auszeichnungen
Ensors-Verleihung 2018
- Preisträger in der Kategorie Bester Schauspieler, Fernsehserie für Peter Van Den Begin
- Preisträger in der Kategorie Beste Schauspielerin, Fernsehserie für Lynn Van Royen
- Preisträger in der Kategorie Bestes Drehbuch, Fernsehserie